# Гребенщиков, Яков Петрович
Яков Петрович Гребенщиков (13 июля 1887, Николо-Ширь, Кологривский уезд, Костромская губерния, Российская империя — март 1935, Алма-Ата, Казахская ССР, СССР) — русский и советский библиограф, библиотековед и библиофил.

## Биография
Родился 13 июля 1887 года в Николо-Шири.
Сначала поступил в Санкт-Петербургский политехнический институт и получил диплом, но он посчитал, что одного диплома ему мало и в 1905 году поступил на естественное отделение физико-математического факультета СпбГУ, который он окончил в 1908 году. Трудился помощником библиотекаря в сельскохозяйственном учебном комитете Комиссии земледелия. С 1921 по 1930 год работал в ГПБ, также имел личную библиотеку, где хранилась литература по библиотековедению, богословию и искусству.
В начале 1930-х годов его обвинили в антисоветской деятельности и трижды он был арестован, в 1933 году отправлен в трёхлетнюю ссылку в Алма-Ату, однако он там серьёзно заболел и не мог отправиться домой.
Скончался в марте 1935 года в Алма-Ате, похоронен там же.

## Научные работы
Основные научные работы посвящены библиотековедению.